# Войнишки партизански батальон „Петко Напетов“
Войнишкият партизански батальон „Петко Напетов“ е български партизански отряд, създаден от дезертирали български военнослужещи в Югославия по време на партизанското движение в България през 1941 – 1944 г.
Създаден е и действа на югославска територия. През август 1944 г. войници от XI пехотен полк на XXV пехотна дивизия преминават на страната на югославските партизани. Формират Войнишкия партизански батальон „Петко Напетов“ в района на Пожаревац и Ниш. Оперативно е подчинен на Югославската народна освободителна армия. Командир на батальона е Георги Чифчиев, а политкомисар – Атанас Цилев.
Батальонът действа заедно с югославските партизани. Пробива си път с бой и на 9 септември 1944 г. влиза в Кюстендил, където се присъединява към Българската армия и участва по-късно във войната срещу Германия.